# Stanisław Jakubisiak
Stanisław Jakubisiak (ur. 14 listopada 1890 w Warszawie, zm. 26 lipca 1946 w Poznaniu) – polski zoolog.

## Życiorys
Urodził się w rodzinie urzędnika Antoniego Jakubisiaka i jego żony Julii z Dybkowskich. Podczas nauki w gimnazjum zaangażował się w działalność ruchów patriotycznych, a także w strajk szkolny w 1905. Aby uniknąć represji opuścił Warszawę i wyjechał do Pawłogrodu, gdzie kontynuował edukację i w 1910 złożył egzamin dojrzałości. Również tam uczestniczył w spotkaniach organizacji polskich studentów, a po wykryciu ich działalności uniknął aresztowania przedostając się do Paryża, gdzie rozpoczął studiowanie nauk przyrodniczych na Sorbonie. Dzięki wybitnym osiągnięciom na uczelni otrzymał stypendium i stanowisko młodszego asystenta w Katedrze Zoologii, odbył wówczas podróż naukową nad Morze Śródziemne i do Afryki Zachodniej, odwiedził wówczas kilka morskich stacji zoologicznych. Naukę przerwał mu wybuch I wojny światowej, w 1915 ochotniczo wstąpił do armii francuskiej, został ciężko ranny w bitwie pod Verdun. Po zakończeniu rekonwalescencji w 1917 powierzono mu dowództwo nad obozem jeńców niemieckich, wśród których było wielu Polaków z zaboru pruskiego. Po zakończeniu wojny powrócił na Sorbonę i rozpoczął badania naukowe nad grupą skorupiaków widłonogich Harpacticidae, które były wówczas jeszcze mało poznane. Od 1919 pracował w Konsulacie Polskim w Paryżu, a następnie na stanowisku starszego referenta w Ambasadzie Polskiej. Odrzucił propozycję powrotu na Sorbonę w charakterze asystenta i w 1927 zamieszkał w Polsce. Osiadł w Poznaniu, gdzie objął stanowisko starszego asystenta w kierowanej przez prof. Jana Gabriela Grochmalickiego Katedrze Zoologii Uniwersytetu Poznańskiego. Dwa lata później przedstawił rozprawę „Materiały do fauny skorupiaków widłonogich z rodziny Harpacticidae w Poznańskiem i na Pomorzu” i uzyskał stopień doktora filozofii w dziedzinie zoologii. Rok później przeniósł się do Wągrowca, gdzie nauczał biologii w Państwowym Seminarium Nauczycielskim. Po czterech latach powrócił do Poznania, gdzie otrzymał pracę nauczyciela przyrody w Gimnazjum i Liceum im. Marii Magdaleny. Po wybuchu II wojny światowej okupanci przeprowadzili akcję wysiedlania ludności Poznania, Stanisław Jakubisiak razem z rodziną znalazł się w Nowym Przybyszewie koło Grójca. Mieszkał w bardzo trudnych warunkach, ale nie przeszkodziło mu to w kontynuowaniu pracy naukowej. Prowadził badania nad mrówkami żyjącymi na terenach otaczających Przybyszew, po zakończeniu działań wojennych wyniki prowadzonych badań opublikował w pracy „Mrówki okolic Przybyszewa”. W 1946 na podstawie tej pracy obronił pracę habilitacyjną na Uniwersytecie Marii Curie-Skłodowskiej w Lublinie. Niestety w wyniku następstw wycieńczenia organizmu i ciężkich przeżyć w czasie okupacji hitlerowskiej Stanisław Jakubisiak zmarł 26 czerwca 1946 w Poznaniu i został pochowany na cmentarzu Górczyńskim.

## Dorobek naukowy
Stanisław Jakubisiak wiele podróżował, przebywał w południowej Francji, Bretanii, na wybrzeżu Morza Adriatyckiego, a także nad Morzem Czarnym. Podczas podróży po Polsce odnalazł 17 nowych lokalizacji Harpacticidae (po raz pierwszy odkryto ich istnienie na terenie kraju), opisał jeden nowy rodzaj, 6 nowych gatunków i 5 nowych odmian. Do dorobku naukowego należy zaliczyć 17 prac dotyczących widłonogów Harpacticoida z okolicy Paryża, a także z Wielkopolski i Polesia, jak również z Morza Czarnego, Morza Północnego, Adriatyku, wód słonawych Kuby i Bretonii. Należał m.in. do Komisji Fizjologicznej Polskiej Akademii Umiejętności i Poznańskiego Towarzystwa Przyjaciół Nauk.